# Lagerhuset, Vara

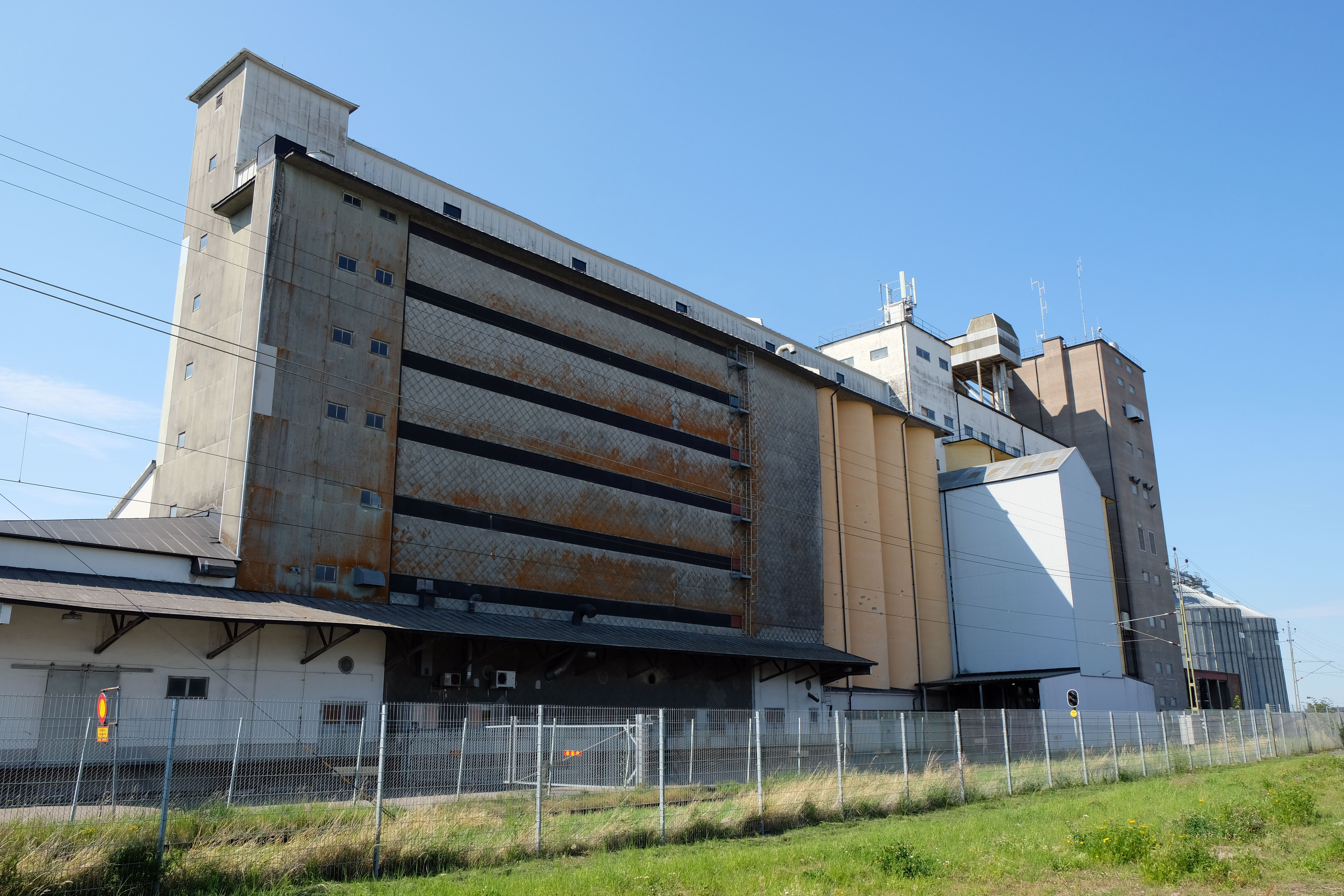
Lagerhuset i Vara (2022) vars äldsta del till vänster formgavs av Gunnar Asplund.

Lagerhuset i utkanten av Vara har en central roll på jordbruksbygden Varaslätten i Västergötland. År 2004 bestod det av drygt 80 silos och en lagringskapacitet på omkring 100 000 ton spannmål.  Den ursprungliga delen ritades av Gunnar Asplund och uppfördes 1918.
Vara lagerhus är den största anläggningen för spannmålshantering innanför kusterna. Den utmärker sig också genom att vara fristående. Den drivs sedan 1930-talet av Varaslättens lagerhus ekonomisk förening. 
Lagerhuset i Vara är det enda av de nio statliga lagerhus som, i beredskapssyfte, tillkom under första världskriget som idag är i drift. År 1930 bildades Varaslättens Lagerhus ekonomisk förening som till en början hyrde Lagerhuset av Lagerhus- och fryshusstyrelsen för att 1933 köpa det. 1933–1934 utökades anläggningen med de första silotornen i armerad betong. 
Det ursprungliga lagerhuset från 1918 används idag som reservlager. År 2003 q-märktes lagerhuset i Vara kommuns detaljplan..

## Historia

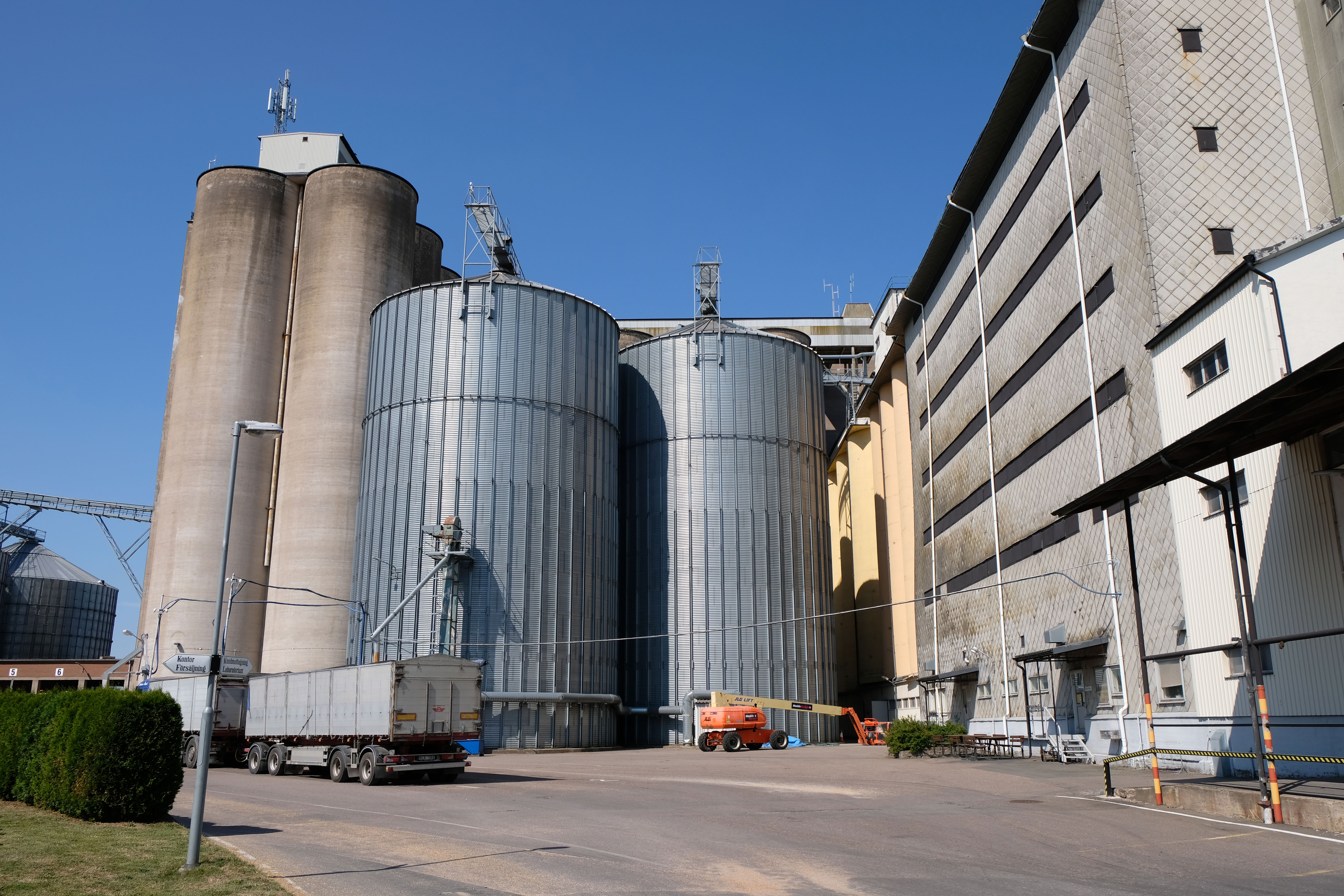
Lagerhuset

År 1916, under första världskriget, tillsattes Lager- och kylhuskommittén under ordföranden professor Carl Forssell. Kommitténs arbete resulterade i att fryshus inrättades i Malmö 4 000 ton och Hallsberg 1 400 ton samt att staten under åren 1917-1919 uppförde nio spannmålslagerhus i Sverige för beredskapslagring av livsmedel. Vara uppfyllde kraven som tagits fram av kommittén: vara lokaliserat i spannmålsproducerad slättbygd, ha anslutning till järnväg (Havrebanan) och ligga långt från kusten och därmed fientlig eld. Men platsvalen gjordes även utifrån fredstid för att skapa en väl fungerade hushållning. Ursprungligen skulle 27 lagerhus uppföras runt om i Sverige. 
Statens Lagerhus- och fryshusstyrelse bildades 1917 och fick ansvar för Varas lagerhus. Vara hade redan innan lagerhusets uppförande utvecklats till ett centrum för havreexporten och spannmålshanteringen, bland annat genom Bengtssonska magasinet. Intill lagerhuset ligger Vara valskvarn.
Inför uppförandet studerades betong som möjligt materialval men det valdes av tidsskäl bort och var relativt obeprövat. Kommitténs ordförande professor Carl Forssell hade dessutom utvecklat en byggnadsteknik där alla delar bärande delar bestod av timmer. Forssell fick också ansvaret för den tekniska konstruktionen. 
Forssell anlitande Gunnar Asplund för utformning av exteriören: fasader, takvinklar, fönster, dörrar, skärmtak och lanternin. Alla lagerhusen utom Eskilstuna fick samma konstruktion och arkitektur. Men lagerhuset i Vara blev större och rymde 5000 ton; de övriga rymde 4000 ton spannmål. Den ursprungliga delen bestod av 8 våningar och var 35 meter högt. Lagerhusets utveckling återspeglas i den skiftande arkitekturen som skapats genom olika tiders utbyggnader. 
1933–1934 skedde den första utbyggnaden då 12 silotorn i betong uppfördes. Silotornen och även ett renseri upprättades av Carl Ritzén i Göteborg, en civilingenjör som hade många års erfarenhet från silotorn som uppfördes vid Tre Lejon (Juvelkvarnen) i Göteborg. Betongtornen var före sin tid då det vanliga fortfarande var trä eller plåt som material. Föregångare inom armerad betong fanns i Malmö och Göteborg. Att bygga silon i armerad betong hade utvecklats i USA i början av 1900-talet och blev under många decennier dominerande i Sverige. 
1939 byggdes anläggningen ut med 10 silotorn och ett torktorn. Utbyggnadens ritades och uppfördes av AB Armerad Betong. 1955 uppfördes ett 46 meter högt torktorn som blivit dominerande del av byggnaden. Ökat behov av lagring under jordbrukets strukturomvandling på 1960-talet ledde fram till utbyggnad med 6 silotorn tillsammans med ny mottagningshall och torktorn som stod klara 1975. Det nya torktornet var 55 meter högt och uppfördes inom loppet av 18 dagar. 
1984 bärgades en rekordskörd i Sverige. 1985 byggdes ytterligare 8 silotorn i betong. Det är de sista tornen som uppförts i betong. Vid nästa utbyggnad 1997 var det istället amerikanska torn av korrugerad plåt som uppfördes och så även vid utvidgningen 2003. Lagringskapaciteten är 155 000 ton (2020).

### 2022

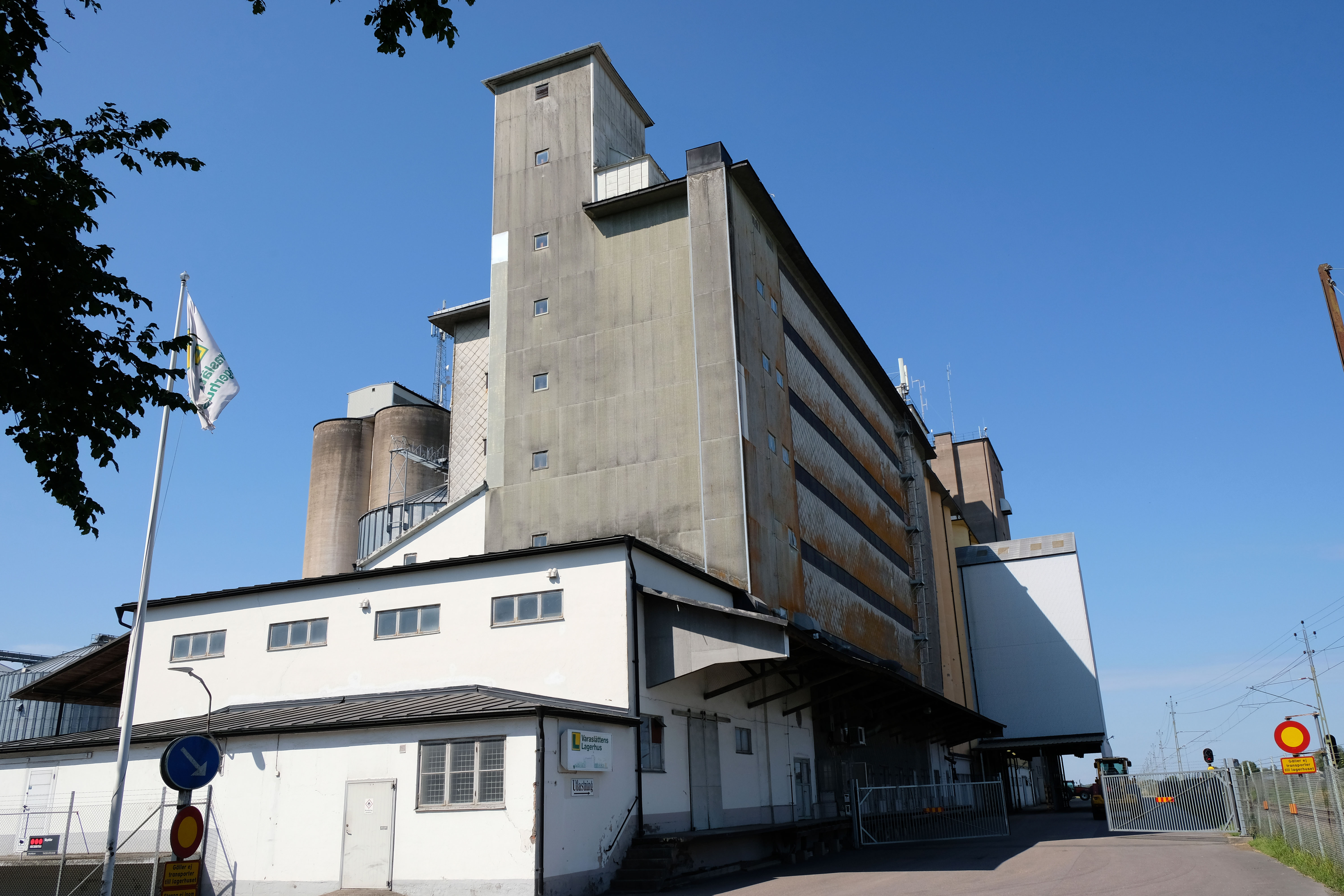
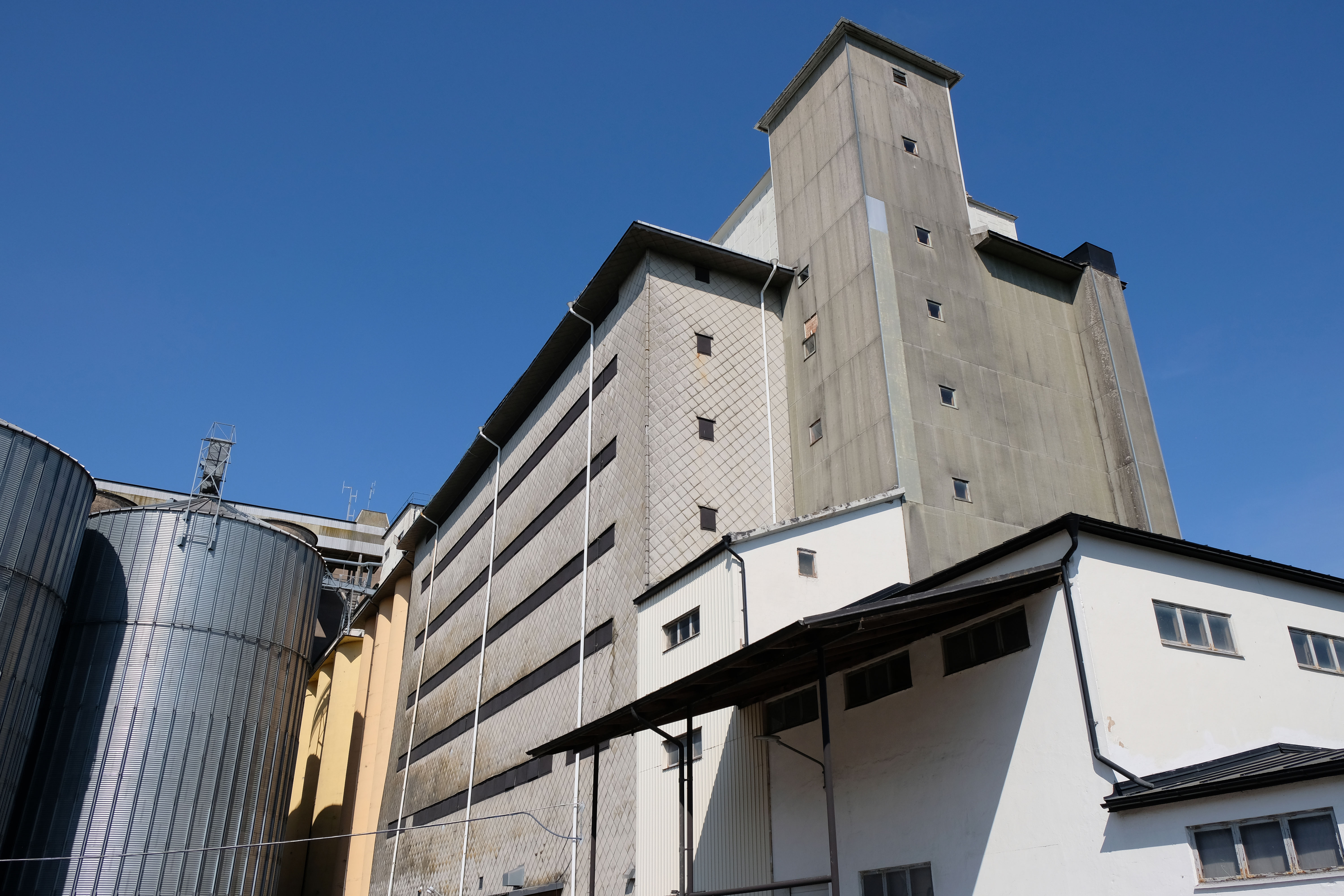

## Bilder

### Tidigare

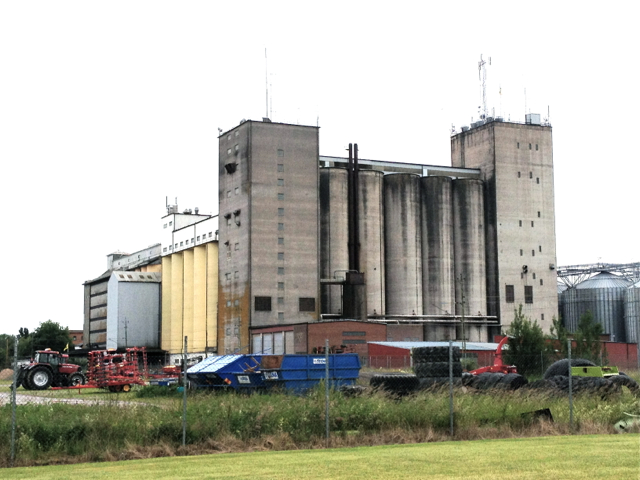
Lagerhuset
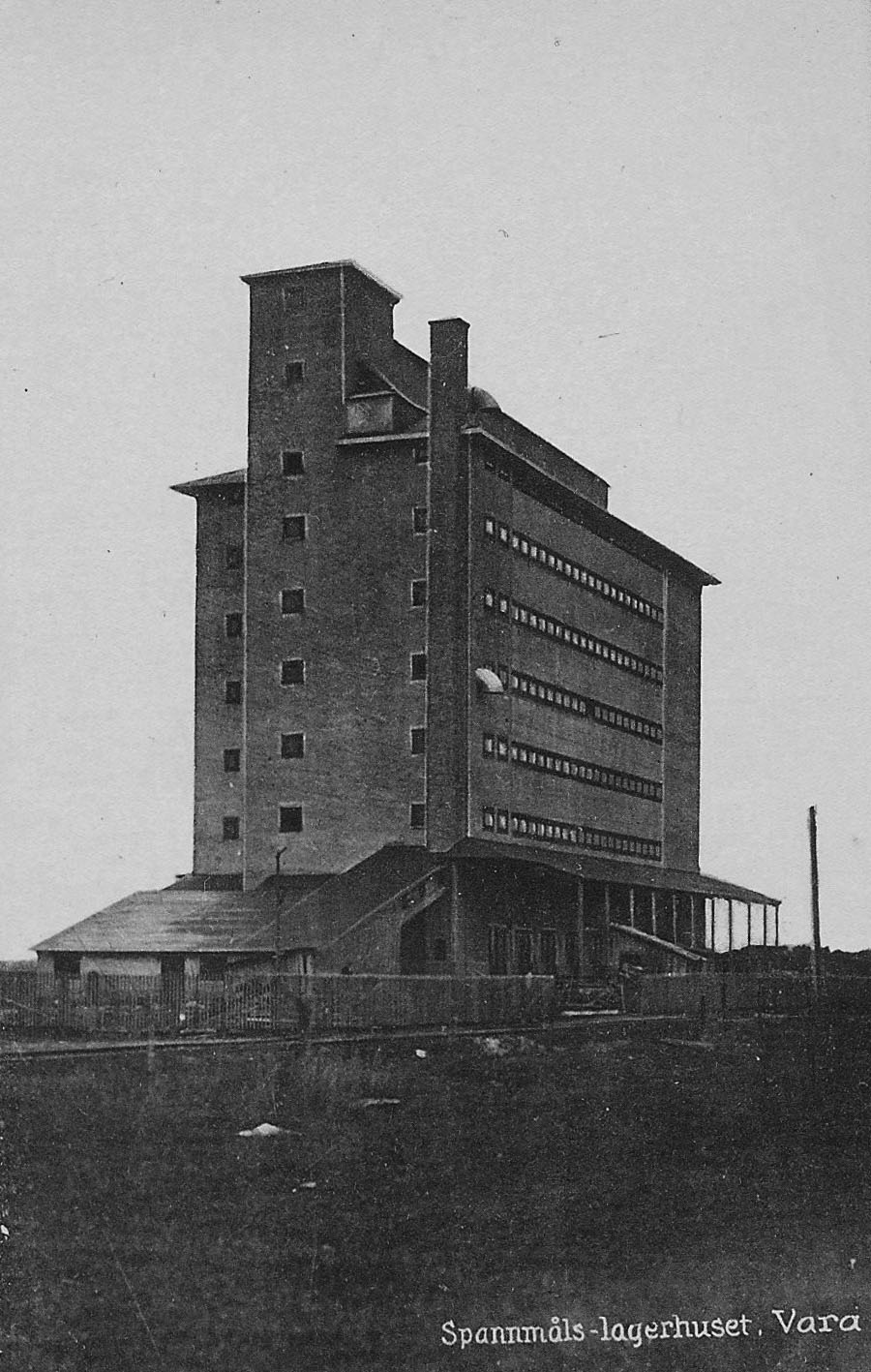
Lagerhuset innan tillbyggnader
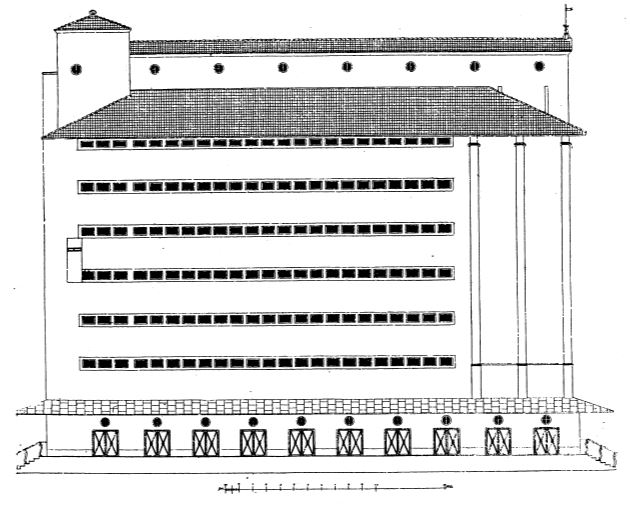
Asplunds ritning daterad 1917